# Maya Parbhoe
Maya Parbhoe (Paramaribo, 25 de noviembre de 1988) es una empresaria y política surinamesa, reconocida por su participación activa en el ámbito empresarial y político del país. Actualmente, es candidata a las elecciones presidenciales de Surinam de 2025. En diciembre de 2024, se unió al Partido Nacional de Surinam como miembro. Además, se desempeña como directora ejecutiva (CEO) de Daedalus Labs y forma parte de la junta directiva de Icarus Geo.

## Biografía
El padre de Maya Parbhoe administraba una tienda de computadoras a mediados de los años 1990, lo que le brindó la oportunidad de familiarizarse con la programación y el uso de tecnologías desde una edad temprana. Además, su abuelo era una figura políticamente activa, una pasión que también influyó en las aspiraciones políticas de su padre.
El 4 de septiembre de 2001, cuando Maya Parbhoe tenía 13 años, su padre, Vinodj Parbhoe, fue asesinado. Según ella, esto ocurrió pocos días después de que su padre denunciara casos de corrupción. Vinodj estaba involucrado en el negocio de los casinos en Surinam.
A los 15 años, Parbhoe fundó Quickship, una empresa dedicada a la logística.
Entre 2006 y 2008, estudió econometría en la Universidad Erasmo de Róterdam. Posteriormente, obtuvo un Bachelor of Business Administration (BBA) en la Hogeschool Inholland y otro BBA en la Universidad Internacional de Florida.[cita requerida]

## Carrera
Desde mediados de la década de 2020, ocupa el cargo de CEO en Daedalus Labs, una compañía especializada en el ámbito de Bitcoin y Nostr. Su enfoque principal es la creación de infraestructura para los mercados de capital utilizando tecnología basada en Bitcoin. Además, forma parte de la junta directiva de Icarus Geo, un despacho de ingeniería con sede en Surinam.
Promovió la participación de Surinam en el programa MIT REAP (Regional Entrepreneurship Acceleration Program) del Instituto de Tecnología de Massachusetts (MIT), el cual ofrece estrategias para fortalecer los ecosistemas empresariales basados en la innovación (innovation-driven entrepreneurial [IDE] ecosystems). Este programa busca impulsar la innovación en la agricultura de Surinam, aumentar las exportaciones y garantizar el éxito del creciente sector petrolero del país. El objetivo final es transformar a Surinam hacia un modelo de prosperidad, sostenibilidad y crecimiento económico. No obstante, según sus propias palabras, su mayor desafío ha sido lograr ser tomada en serio en el entorno predominantemente masculino de Surinam.

### Política
En 2025, Parbhoe se presentó como candidata a las elecciones presidenciales de Surinam en representación del Partido Nacional de Surinam. Su postulación fue respaldada por el líder del partido, Gregory Rusland.
En una entrevista con Parbode en mayo de 2024, compartió su visión sobre los sistemas de pago en Surinam. El país está rezagado en la transformación digital del sector financiero. Muchos surinameses aún pagan en efectivo y no tienen una tarjeta de crédito o débito. Como resultado, Surinam podría estar perdiendo muchas oportunidades. Habló en paneles en América y Europa y se acercó a instituciones y empresas en el Foro Económico Mundial en Davos para invertir en Surinam, en un esfuerzo por ayudar a desbloquear oportunidades financieras para el país. A su invitación, el empresario canadiense de bitcoin Samson Mow visitó Surinam a finales de 2023 para discutir el desarrollo de Surinam utilizando bitcoin con el presidente Chan Santokhi y líderes empresariales surinameses.
Se le da espacio por parte del presidente del partido Gregory Rusland para operar dentro de la NPS y compartir sus planes. La primera versión de sus planes se compartió a través de su sitio web, donde se presenta como candidata presidencial, Candidata a la presidencia - Un nuevo tipo de presidente. Uno de sus planes es reemplazar la moneda de Surinam por bitcoin, con el objetivo de ir más allá de cómo se ha introducido en El Salvador.